# Podoluhur
Podoluhur is een bestuurslaag in het regentschap Kebumen van de provincie Midden-Java, Indonesië. Podoluhur telt 3752 inwoners (volkstelling 2010).